# Le Miroir aux espions (film)
Pour plus de détails, voir Fiche technique et Distribution.
Le Miroir aux espions (titre original : The Looking Glass War) est un film d'espionnage britannique de Frank Pierson sorti en 1970, d'après le roman du même nom de John le Carré.

## Synopsis
Durant la Guerre froide, des missiles soviétiques sont découverts près de la frontière allemande. Ayant des informations, les services secrets britanniques chargent le soldat Fred Leiser de se rendre en Allemagne de l'Est pour obtenir plus de renseignements. Seul sur place, Leiser est aidé par une alliée allemande.

## Fiche technique
- Titre original : The Looking Glass War
- Réalisation : Frank Pierson
- Scénario : Frank Pierson d'après le roman de John le Carré
- Directeur de la photographie : Austin Dempster
- Montage : Willy Kemplen
- Musique : Wally Stott
- Costumes : Dinah Greet
- Production : John Box
- Genre : Film d'espionnage
- Pays :  Royaume-Uni
- Durée : 108 minutes (1 h 48)
- Date de sortie :
  -  Royaume-Uni : 2 janvier 1970 (Londres)
  -  France : 1er avril 1970

## Distribution
- Christopher Jones (VF : Bernard Murat) : Friedrich Wilhelm Leiser
- Pia Degermark (VF : Anne Rochant) : Anna
- Ralph Richardson (VF : Gérard Férat) : LeClerc
- Paul Rogers (VF : Michel Gudin) : Haldane
- Anthony Hopkins (VF : Claude Giraud) : John Avery
- Susan George (VF : Marion Loran) : la femme à Londres
- Ray McAnally (VF : Robert Party) : le sous-secrétaire d'État
- Robert Urquhart (VF : Robert Bazil) : Johnson
- Anna Massey (VF : Anne Carrère) : Mrs. Avery
- Vivian Pickles (VF : Paule Emanuele) : Carol King
- Maxine Audley (VF : Françoise Fechter) : Mrs. LeClerc
- Cyril Shaps : le détective est-allemand
- Michael Robbins : le camionneur
- Timothy West (VF : Jean-Jacques Steen) : Taylor
- Frederick Jaeger (VF : Claude D'Yd) : le commandant de bord
- Guy Deghy (VF : Jean Clarieux) : Fritsche